# Amt Carbäk
La comunità amministrativa del Carbäk (Amt Carbäk) si trova nel circondario di Rostock nel Meclemburgo-Pomerania Anteriore, in Germania.

## Suddivisione
Comprende 4 comuni (abitanti il 31 dicembre 2022):
1. Broderstorf * (3 801)
2. Poppendorf (720)
3. Roggentin (2 734)
4. Thulendorf (693)

Capoluogo e centro maggiore è Broderstorf.